# Aradus
Aradus is een geslacht van wantsen uit de familie van de Aradidae (Schorswantsen). Het geslacht werd voor het eerst wetenschappelijk beschreven door Johann Christian Fabricius in 1803.

## Soorten
Het genus bevat de volgende soorten:

- Aradus abbas Bergroth, 1889
- Aradus acutus Say, 1832
- Aradus aequalis Say, 1832
- Aradus alaskanus Kormilev & Heiss, 1979
- Aradus albicornis (Walker, 1873)
- Aradus ampliatus Uhler, 1876
- Aradus andancensis Marchal et al., 2011
- Aradus angularis J. Sahlberg, 1886
- Aradus angustellus (Blanchard, 1852)
- Aradus annulicornis Fabricius, 1803
- Aradus antediluvianus Heer, 1853
- Aradus antennalis Parshley, 1921
- Aradus apicalis Van Duzee, 1920
- Aradus apicicornis Kiritshenko, 1955
- Aradus approximatus Parshley, 1921
- Aradus arizonicus Parshley, 1921
- Aradus assimilis Germar & Berendt, 1856
- Aradus aterrimus Fieber, 1864
- Aradus australis Erichson, 1842
- Aradus balticus Heiss, 2002
- Aradus barberi Kormilev, 1966
- Aradus basalis Parshley, 1921
- Aradus behrensi Bergroth, 1886
- Aradus bergrothianus Kiritshenko, 1913
- Aradus betulae (Linnaeus, 1758)
- Aradus betulinus Fallén, 1807
- Aradus bilobatus Heiss & Shono, 2005
- Aradus bimaculatus Reuter, 1872
- Aradus blaisdelli Van Duzee, 1920
- Aradus borealis Heidemann, 1909
- Aradus brasiliensis Usinger, 1940
- Aradus brenskei Reuter, 1884
- Aradus breviatus Bergroth, 1887
- Aradus brevicollis Fallén, 1807
- Aradus brevicornis Kormilev, 1980
- Aradus brunnicornis Blatchley, 1926
- Aradus canariensis Kormilev, 1954
- Aradus candidatus Bergroth, 1889
- Aradus carolinensis Kormilev, 1964
- Aradus caucasicus Kolenati, 1857
- Aradus cedri Puton, 1873
- Aradus chinensis Vasarhelyi, 1988
- Aradus cilicicus Heiss, 1990
- Aradus cincticornis Bergroth, 1906
- Aradus cinnamomeus Panzer, 1806
- Aradus coarctatus Heidemann, 1907
- Aradus coloradensis Kormilev, 1964
- Aradus compar Kiritshenko, 1913
- Aradus compressus Heidemann, 1907
- Aradus concinnus Bergroth, 1892
- Aradus consentaneus Horvath, 1905
- Aradus consimilis Germar & Berendt, 1856
- Aradus consors Parshley, 1921
- Aradus conspicuus Herrich-Schäffer, 1835
- Aradus corticalis (Linnaeus, 1758)
- Aradus crenaticollis F. Sahlberg, 1848
- Aradus crenatus Say, 1832
- Aradus creticus Kormilev & Popov, 1986
- Aradus curticollis Bergroth, 1913
- Aradus czerskii Kiritshenko, 1915
- Aradus damzeni Heiss, 2002
- Aradus debilis Uhler, 1876
- Aradus depictus Van Duzee, 1917
- Aradus depressus (Fabricius, 1794)
- Aradus discompar Hsiao, 1964
- Aradus dissimilis A. Costa, 1847
- Aradus dissors Kiritshenko, 1913
- Aradus distinctus Fieber, 1860
- Aradus diversicornis Horvath, 1878
- Aradus duzeei Bergroth, 1892
- Aradus elburzanus Heiss, 2004
- Aradus emeiensis Heiss, 2008
- Aradus erosus Fallén, 1807
- Aradus erraticus Kormilev, 1966
- Aradus esakli Kormilev & Heiss, 1976
- Aradus evermanni Van Duzee, 1920
- Aradus falleni Stål, 1860
- Aradus flavicornis Dalmann, 1823
- Aradus formosanus Heiss, 2009
- Aradus frater Popov, 1978
- Aradus frateroides Heiss, 1998
- Aradus frigidus Kiritshenko, 1913
- Aradus froeschneri Vásárhelyi, 1994
- Aradus funestus Bergroth, 1913
- Aradus furnissi Usinger, 1936
- Aradus furvus Parshley, 1921
- Aradus fuscicornis Kormilev, 1966
- Aradus fuscipennis Usinger, 1936
- Aradus fuscomaculatus Stål, 1859
- Aradus gaoligongensis Bai, Heiss & Cai, 2010
- Aradus goellnerae Heiss, 2002
- Aradus grabenhorsti Heiss, 2013
- Aradus gracilicornis Stål, 1873
- Aradus gracilis Parshley, 1929
- Aradus graecus Heiss, 1997
- Aradus gretae Kiritshenko, 1955
- Aradus griseus (Fabricius, 1794)
- Aradus heidemanni Bergroth, 1906
- Aradus herculeanus Kiritshenko, 1913
- Aradus hesperius Parshley, 1921
- Aradus hieroglyphicus J. Sahlberg, 1878
- Aradus holzschuhi Heiss, 2003
- Aradus honshuensis Heiss & Shono, 2005
- Aradus horvathi Vásárhelyi, 1984
- Aradus implanus Parshley, 1921
- Aradus inopinus Kiritshenko, 1955
- Aradus inornatus Uhler, 1876
- Aradus insignitus Parshley, 1921
- Aradus insolitus Van Duzee, 1916
- Aradus intectus Parshley, 1921
- Aradus intermedius Usinger, 1936
- Aradus komarowii Jakovlev, 1885
- Aradus kormilevi Heiss, 1980
- Aradus kotashevichi Heiss, 2002
- Aradus krueperi Reuter, 1884
- Aradus kuthyi Horváth, 1899
- Aradus kyrgyzstanus Heiss, 2004
- Aradus laeviusculus Reuter, 1875
- Aradus lativentris Heiss, 2002
- Aradus lauri Noualhier, 1893
- Aradus lawrencei Kormilev, 1966
- Aradus leachi Van Duzee, 1929
- Aradus leptosomus Heiss, 2014
- Aradus leucotelus (Walker, 1873)
- Aradus linsleyi Usinger, 1936
- Aradus lugubris Fallén, 1807
- Aradus macrosomus Heiss, 2014
- Aradus madagascariensis Bervoets, 1909
- Aradus maghrebinus Heiss, 2003
- Aradus marginatus Uhler, 1893
- Aradus medioximus Parshley, 1921
- Aradus mexicanus Usinger, 1936
- Aradus mirus Bergroth, 1894
- Aradus miyamotoi Heiss & Shono, 2003
- Aradus montandoni Reuter, 1885
- Aradus montanus Bergroth, 1913
- Aradus nemtschinowae Jakovlev, 1889
- Aradus nicholasi Popov, 1989
- Aradus niger Stål, 1873
- Aradus nigricornis (Fabricius, 1794)
- Aradus nigrinus Parshley, 1921
- Aradus nipponicus Kormilev, 1955
- Aradus obscurus Vásárhelyi, 1988
- Aradus obtectus Vásárhelyi, 1988
- Aradus occidentalis Kormilev, 1980
- Aradus omeiensis Hsiao, 1964
- Aradus opertaneus Parshley, 1921
- Aradus orbiculus Van Duzee, 1920
- Aradus oregonicus Kormilev, 1978
- Aradus orientalis Bergroth, 1885
- Aradus ornatus Say, 1832
- Aradus ovatus Kormilev, 1966
- Aradus oviventris Kormilev, 1966
- Aradus paganicus Parshley, 1929
- Aradus pallescens Herrich-Schäffer, 1840
- Aradus pannosus Van Duzee, 1920
- Aradus parayunnanus Heiss, 2010
- Aradus parshleyi Van Duzee, 1920
- Aradus parvicornis Parshley, 1921
- Aradus patibulus Van Duzee, 1927
- Aradus penningtoni Drake, 1942
- Aradus penteneuros Heiss, 2014
- Aradus persimilis Van Duzee, 1916
- Aradus pictellus Kerzhner, 1972
- Aradus pictus Bärensprung, 1859
- Aradus popovi Heiss, 1998
- Aradus poppiusi Kiritshenko, 1913
- Aradus proboscideus Walker, 1873
- Aradus pulchellus J. Sahlberg, 1878
- Aradus quadrilineatus Say, 1825
- Aradus quinlingshanensis Heiss, 2003
- Aradus reuterianus Puton, 1875
- Aradus ribauti Wagner, 1956
- Aradus robustus Uhler, 1871
- Aradus rotundiventris Heiss, 2014
- Aradus rysakovi Kiritshenko, 1951
- Aradus safavii Hoberlandt, 1974
- Aradus saileri Kormilev, 1966
- Aradus saskatchewanensis Matsuda, 1980
- Aradus seidenstueckeri Heiss, 1989
- Aradus semilacer Kiritshenko, 1913
- Aradus serbicus Horváth, 1888
- Aradus serratus Usinger, 1936
- Aradus setiger Kiritshenko, 1913
- Aradus shermani Heidemann, 1907
- Aradus signaticornis R.F. Sahlberg, 1848
- Aradus similis Say, 1832
- Aradus sinensis Kormilev, 1955
- Aradus smetanai Heiss, 2003
- Aradus snowi Van Duzee, 1920
- Aradus somcheticus Kiritshenko, 1913
- Aradus spinicollis Jakovlev, 1880
- Aradus stenopterus Bergroth, 1887
- Aradus subruficeps Hussey, 1953
- Aradus superstes Germar & Berendt, 1856
- Aradus tauricus Jakovlev, 1907
- Aradus taylori Van Duzee, 1920
- Aradus tonkinensis Kormilev & Heiss, 1976
- Aradus transiens Kiritshenko, 1913
- Aradus trapezonotus Heiss & Shono, 2005
- Aradus tridentatus (Geoffroy, 1785)
- Aradus truncatus Fieber, 1860
- Aradus tuberculifer Kirby, 1837
- Aradus usingeri Kormilev, 1978